# Zmiany nazw ulic i placów w Pilicy
Zmiany nazw ulic na obszarze miasta i gminy Pilica – nazwy ulic występują w Pilicy od XIX wieku, natomiast w Kidowie, Sławniowie, Szycach, Wierbce od ok. 1998 roku. Pozostałe sołectwa gminy Pilica nie posiadają nazwanych ulic.

## Miasto Pilica
Brak dokładnych danych, od kiedy pojawiły się nazwy ulic w Pilicy. Prawdopodobnie stało się to w XIX wieku. Do 1918 r. (a na pewno do 1914 r.) ulice miały nazwy rosyjskie pisane cyrylicą. Poniżej podano nazwy ulic z tego okresu w przetłumaczeniu na język polski. Brak danych, czy w okresie II wojny światowej i okupacji niemieckiej ulice miały nazwy niemieckie, czy też funkcjonowały nazwy dwujęzyczne.
UWAGA:
Nazwy osiedli, do których przypisane są adresy wpisane są pod literą „o”, nazwy placów wpisane są pod literą „p”, nazwy alei pod literą „a”, a nazwy ulic typu 1 Maja itp. (zaczynające się liczebnikiem) pod literą od nazwy następnego słowa, w tym przypadku pod literą „m”.
| Lp | Obecna nazwa ulicy            | Nazwa ulicy do 1918 r.                | Nazwa ulicy w latach 1918-1939                                             | Nazwa ulicy w latach X.1939-I.1945     | Nazwa ulicy w latach I.1945-1989                                                                  | Nazwa ulicy od 1990 r.                                                                       |
| 1  | Armii Krajowej                | Markowska Poprzeczna                  | Markowska Poprzeczna                                                       | Markowska Poprzeczna                   | Markowska Poprzeczna (1945 r. - 11.03.1950 r.) Generała Świerczewskiego Karola (od 11.03.1950 r.) | Generała Świerczewskiego Karola (1990 r. - 04.04.1992 r.) Armii Krajowej (od 04.04.1992 r.)  |
| 2  | św. Barbary                   | św. Barbary                           | św. Barbary                                                                | św. Barbary                            | św. Barbary                                                                                       | św. Barbary                                                                                  |
| 3  | Czaplicowej Zuzanny           | Żarnowiecka Poprzeczna Druga          | Żarnowiecka Poprzeczna Druga                                               | Żarnowiecka Poprzeczna Druga           | Żarnowiecka Poprzeczna Druga (1945r. - 11.03.1950 r.) Armii Czerwonej (od 11.03.1950 r.)          | Armii Czerwonej (1990 r. - 04.04.1992 r.) Czaplicowej Zuzanny (od 04.04.1992 r.)             |
| 4  | Engliszówka                   | Poza granicami osady Pilica           | Poza granicami osady Pilica                                                | Poza granicami osady Pilica            | Engliszówka                                                                                       | Engliszówka                                                                                  |
| 5  | Epstein Magdaleny             | Do Wolbromia                          | Do Wolbromia lub bez nazwy                                                 | Do Wolbromia lub bez nazwy             | bez nazwy                                                                                         | bez nazwy (1990 r. - 2011 r.) Epstein Magdaleny (od 2011 r.)                                 |
| 6  | Królowej Jagiełłowej Elżbiety | nie istniała                          | nie istniała                                                               | nie istniała                           | nie istniała                                                                                      | Królowej Jagiełłowej Elżbiety wytyczona w końcu lat 90.                                      |
| 7  | Jana Pawła II                 | Część ul. Lelowskiej (obecnie 3 Maja) | Część ul. 3 Maja                                                           | Część ul. Wąskiej (obecnie ul. 3 Maja) | Część ul. 1 Maja (obecnie ul. 3 Maja)                                                             | Część ul. 1 Maja (obecnie ul. 3 Maja) (1990r. - ok. 1995 r.) Jana Pawła II (od ok. 1995 r.)  |
| 8  | Klasztorna                    | Klasztorna                            | Klasztorna                                                                 | Klasztorna                             | Klasztorna                                                                                        | Klasztorna                                                                                   |
| 9  | Kościuszki Tadeusza           | Górka                                 | Górka                                                                      | Górka                                  | Górka (1945 r. - 11.03.1950 r.) Kościuszki Tadeusza (od 11.03.1950 r.)                            | Kościuszki Tadeusza                                                                          |
| 10 | Krakowska                     | Krakowska                             | Krakowska (1918r. - 1935r.) Marszałka Piłsudskiego Józefa (1935 – 1939 r.) | Krakowska                              | Krakowska                                                                                         | Krakowska                                                                                    |
| 11 | Krótka                        | Bóźnicza                              | Bóźnicza                                                                   | Bóźnicza                               | Bóźnicza (1945 r. - 11.03.1950 r.) Krótka (od 11.03.1950 r.)                                      | Krótka                                                                                       |
| 12 | Księżna                       | Księżna                               | Księżna                                                                    | Księżna                                | Księżna                                                                                           | Księżna                                                                                      |
| 13 | Kwapisza Edwarda              | nie istniała                          | nie istniała                                                               | nie istniała                           | nie istniała                                                                                      | Kwapisza Edwarda wytyczona w końcu lat 90.                                                   |
| 14 | 11 Listopada                  | nie istniała                          | nie istniała                                                               | nie istniała                           | nie istniała                                                                                      | 11 Listopada wytyczona w końcu lat 90.                                                       |
| 15 | Łazienna                      | Kachalna                              | Kachalna                                                                   | Kachalna                               | Kachalna (1945 r. - 11.03.1950 r.) Łazienna (od 11.03.1950r.)                                     | Łazienna                                                                                     |
| 16 | 3 Maja                        | Lelowska                              | 3 Maja                                                                     | Wąska                                  | Wąska (?) (?r. - ?r.) 3 Maja (? r. - ? r.) 1 Maja (od ? r.)                                       | 1 Maja (1990 r. - 04.04.1992 r.) 3 Maja (od 04.04.1992 r.)                                   |
| 17 | Markowska                     | Markowska                             | Markowska                                                                  | Markowska                              | Markowska                                                                                         | Markowska                                                                                    |
| 18 | Mickiewicza Adama             | Do Złożeńca                           | Do Złożeńca                                                                | Do Złożeńca                            | Do Złożeńca (1945 r. - 11.03.1950 r.) Mickiewicza Adama (od 11.03.1950 r.)                        | Mickiewicza Adama                                                                            |
| 19 | Miła                          | Miła                                  | Miła                                                                       | Miła                                   | Miła                                                                                              | Miła                                                                                         |
| 20 | Niepodległości                | nie istniała                          | nie istniała                                                               | nie istniała                           | nie istniała                                                                                      | Niepodległości wytyczona w końcu lat 90.                                                     |
| 21 | Ogrodowa                      | Ogrodowa                              | Ogrodowa                                                                   | Ogrodowa                               | Ogrodowa                                                                                          | Ogrodowa                                                                                     |
| 22 | Osiedle Nad Zalewem           | nie istniało                          | nie istniało                                                               | nie istniało                           | nie istniało                                                                                      | Osiedle Nad Zalewem wytyczone ok. 2015 r.                                                    |
| 23 | Osiedle Wilcze Doły           | nie istniało                          | nie istniało                                                               | nie istniało                           | nie istniało                                                                                      | Osiedle Wilcze Doły wytyczona przed 2014                                                     |
| 24 | Partyzantów                   | Bez nazwy (?)/Kościelna (?)           | Kościelna (?)                                                              | Kościelna (?)                          | Kościelna (?) (?r. - ? r.) Partyzantów (od ? r.)                                                  | Partyzantów                                                                                  |
| 25 | Piaskowa                      | nie istniała                          | nie istniała                                                               | nie istniała                           | nie istniała                                                                                      | Piaskowa wytyczona w końcu lat 90.                                                           |
| 26 | Pileckich                     | nie istniała                          | nie istniała                                                               | nie istniała                           | nie istniała                                                                                      | Pileckich wytyczona w końcu lat 90.                                                          |
| 27 | Marszałka Piłsudskiego Józefa | bez nazwy                             | bez nazwy                                                                  | bez nazwy                              | Kapitana Newskiego                                                                                | Kapitana Newskiego (1990r. - 04.04.1992 r.) Marszałka Piłsudskiego Józefa (od 04.04.1992 r.) |
| 28 | Plac Mickiewicza Adama        | Rynek                                 | Rynek                                                                      | Rynek                                  | Rynek (? r. - ? r.) Plac Mickiewicza Adama (od ? r.)                                              | Plac Mickiewicza Adama                                                                       |
| 29 | Raszki                        | nie istniała                          | nie istniała                                                               | nie istniała                           | nie istniała                                                                                      | Raszki (od 2014)                                                                             |
| 30 | Reformacka                    | Reformacka                            | Reformacka                                                                 | Reformacka                             | Reformacka (1945 r. - 11.03.1950 r.) Wąska (11.03.1950 r. - ? r.) Reformacka (od ? r.)            | Reformacka                                                                                   |
| 31 | Różana                        | Różana                                | Różana                                                                     | Różana                                 | Różana                                                                                            | Różana                                                                                       |
| 32 | Senatorska                    | Senatorska                            | Senatorska                                                                 | Senatorska                             | Senatorska                                                                                        | Senatorska                                                                                   |
| 33 | Sobieskiej Marii              | nie istniała                          | nie istniała                                                               | nie istniała                           | nie istniała                                                                                      | Sobieskiej Marii wytyczona w końcu lat 90.                                                   |
| 34 | 17 Stycznia                   | Do Czarnego Lasu                      | Do Czarnego Lasu                                                           | Do Czarnego Lasu                       | Do Czarnego Lasu (1945 r. - 11.03.1950 r.) 17 Stycznia (od 11.03.1950 r.)                         | 17 Stycznia                                                                                  |
| 35 | Strażacka                     | Strażacka                             | Strażacka                                                                  | Strażacka                              | Strażacka                                                                                         | Strażacka                                                                                    |
| 36 | Targowa                       | Część ul. Lelowskiej (obecnie 3 Maja) | Część ul. 3 Maja                                                           | Część ul. Wąskiej (obecnie ul. 3 Maja) | Część ul. 1 Maja (obecnie ul. 3 Maja)                                                             | Część ul. 1 Maja (obecnie ul. 3 Maja) (1990r. - ok. 1995 r.) Targowa (od ok. 1995 r.)        |
| 37 | Wolności                      | Żarnowiecka Poprzeczna Pierwsza       | Żarnowiecka Poprzeczna Pierwsza                                            | Żarnowiecka Poprzeczna Pierwsza        | Żarnowiecka Poprzeczna Pierwsza (1945 r. - 11.03.1950 r.) Wolności (od 11.03.1950 r.)             | Wolności                                                                                     |
| 38 | Zamkowa                       | Zamkowa                               | Zamkowa                                                                    | Zamkowa                                | Zamkowa                                                                                           | Zamkowa                                                                                      |
| 39 | Zawierciańska                 | Do Zawiercia                          | Zawierciańska                                                              | Zawierciańska                          | Zawierciańska                                                                                     | Zawierciańska                                                                                |
| 40 | Żarnowiecka                   | Żarnowiecka                           | Żarnowiecka                                                                | Żarnowiecka                            | Żarnowiecka                                                                                       | Żarnowiecka                                                                                  |

## Kidów
W Kidowie nazwy ulic zostały nadane ok. 1998 r. i od tamtej pory nie zmieniały swoich nazw.
1. Graniczna
2. Kasztanowa
3. Piaskowa
4. Słoneczna
5. Starowiejska
6. Szkolna
7. Zakościelna

## Sławniów
W Sławniowie nazwy ulic zostały nadane ok. 1998 r. i od tamtej pory nie zmieniały swoich nazw.
1. Długa
2. Piaskowa
3. Wodna

## Szyce
W Szycach nazwy ulic zostały nadane ok. 1998 r. i od tamtej pory nie zmieniały swoich nazw.
1. Kościuszki Tadeusza
2. Reymonta Władysława
3. Wesoła

## Wierbka
W Wierbce nazwy ulic zostały nadane ok. 1998 r. i od tamtej pory nie zmieniały swoich nazw.
1. Fabryczna
2. Główna
3. Górna
4. Kochanowskiego Jana
5. Plac św. Maksymiliana Kolbego[7]
6. Kościelna
7. Leśna
8. Maleszyńska
9. Moesa Chrystiana Augusta
10. Nadrzeczna
11. Szkolna
12. Widok
13. Zielona